# Blomsterbjörnbär
Blomsterbjörnbär (Rubus polyanthemus) är en starkt hotad björnbärssart, inom familjen Rosaceae, och ordningen Rosales.